# Diyaminauclea
Diyaminauclea là một chi thực vật có hoa trong họ Thiến thảo (Rubiaceae).

## Loài
Chi Diyaminauclea gồm các loài: